# ルネ・ゲノン

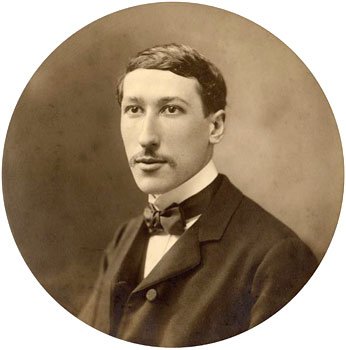
ルネ・ゲノン（1925年の写真）

ルネ・ジャン・マリー・ジョゼフ・ゲノン（René Jean Marie Joseph Guénon, 1886年11月15日 - 1951年1月7日)
（あるいはアブドルワーヒド・ヤフヤ）は、フランスの思想家。形而上学、エゾテリスム（秘教）、「聖なる科学」、さらには象徴やイニシエーション（秘儀伝授）まで様々な対象に関する著作を残している。
その著作の中でゲノンが提案しているのは、「東洋の形而上学の教義の諸様相を直接的に説明すること」（この教義を彼は「普遍的性格」のものだとしている）、あるいは「この教義の本質に厳格に忠実であり続けながら、教義そのものを西洋の読者のために適用すること」であった。ゲノンは、この東洋の教義の持つ「非個人的性質」について繰り返し述べつつ、これらの教義を「伝達する」行為を支持したのみである。ゲノンの著作は20以上の言語にすでに翻訳されている。

## 生涯
1886年にブロワに生まれる。若い頃に「グノーシス教会」などの数々のオカルティズムのグループと交流を持っていたが、後にオカルティズムを断罪した。1916年、ソルボンヌで哲学修士号を得た後、教職に就いていたが、職を離れて、1921年に最初の著作『ヒンドゥー教義研究のための一般的序説』を発表した。その後、ブラヴァツキーらの神智学や心霊術について批判的な著作を発表した（『神智主義：ある疑似宗教の歴史』『心霊術の誤り』）。ゲノンはこれらの運動を物質主義的な観点から出てきた擬似的な精神主義であるとみなしていた。
1924年に近代西洋文明を正常な伝統的精神からの逸脱として批判する著作『東洋と西洋』を出版した。1925年にはシャンカラ学派の不二一元論を諸伝統教義との一致を示しつつ解説した『ヴェーダーンタによる人間とその生成』、キリスト教的秘教に関する研究『ダンテのエゾテリスム』を出版。また同年からゲノンは、ポール・シャコルナック編集の雑誌『イシスのヴェール』の共同編集者になった。（1935年以後この雑誌は『伝統研究』と改題された。）ゲノンは数多くの論考・書評を『伝統研究』で発表した。
1920年代にゲノンはジャック・マリタンなどの数多くのフランス知識人に知られるようになり、1926年にはソルボンヌにおいて講演を行っている。（1939年に『東洋の形而上学』として出版。）
1927年には象徴論『世界の王』、物質主義的な近代文明を批判するとともに伝統的文明の骨子を明示した『現代世界の危機』を出版。地球環境の危機を警告し、精神的諸伝統の一致と大同団結を訴えた。1929年の著作『精神的権威と世俗権力』では近代の逸脱の起源を1314年のテンプル騎士団の崩壊に求めた。同年、『聖ベルナール』を出版。
1930年、スーフィズムの文書を収集し翻訳を出版する目的でゲノンはカイロを訪れる。この計画は出版社側の事情により頓挫したが、ゲノンはフランスへは戻らなかった。日々窮乏する経済状態にもかかわらず、世界各地の数多くの友人達と熱心に文通し、著作活動も続けた。シャーズィリー教団に参入してスーフィーとして修行し、質素な生活を送った。1931年の著作『十字架の象徴学』『存在者の多様な状態』では諸伝統教義の核である純粋形而上学を解明した。1934年にはシャイフ・ムハンマド・イブラーヒームの娘ファーティマと結婚した。
1945年に『現代世界の危機』の続編である『量の支配と時の徴』を発表。同書は、プラトン、アリストテレス、トマス・アクィナス、デカルト、ライプニッツ、カント、ベルクソンに至る西洋哲学、スーフィズム、道教、カバラー、ヘルメス主義に論及する黙示録的著作であり、ゲノンの最高傑作と評価されている。1946年に微積分を利用して純粋形而上学を解説した『微積分学の原理』、主として道教とヘルメス主義を解説した『大いなる三幅対』、『イニシエーションに関する考察』を出版。
1951年1月7日、カイロ郊外の自宅で死亡。臨終の言葉は「アッラー」であったと伝えられる。

## 思想
ルネ・ゲノンは一般的な語法における宗教学者でもオカルティストでもなく、秘教（エゾテリスム）的次元における「諸伝統の究極的な一致」を説く思想家である。ルネ・ゲノンが主張する伝統とは非人間的な起源に由来する原初の伝統およびその派生形態（ヒンドゥー教・道教・ユダヤ教・キリスト教・イスラームなど）であり、秘教（エゾテリスム）とは諸伝統の内的な形而上学的核心である。そしてゲノンによれば形而上学とは「普遍的なものの知、あるいは普遍的次元に属する諸原理の知である。」それはヴェーダーンタやイブン・アラビーの存在一性論において外形的にも表現されている。ゲノンは、原初の始原という原点から多様性を持って展開してくる諸伝統教義と、伝統から逸脱した体系とを厳密に区別して後者を批判した。またゲノンは形而上学的認識を実現するためのイニシエーション（秘儀伝授）の重要性を強調した。「イニシエーションとは本質的に霊的影響の伝授であり、その伝授は正規の伝統的組織によってのみ行われる。」

## 影響
ゲノンは今日に至るまで形而上学・エゾテリスム研究の分野で大きな影響を及ぼし続けており、「伝統主義学派」と呼ばれる一群の思想家・知識人達の代表者と見なされている。「伝統主義学派」の代表的人物として、『諸宗教の超越的一性』などの著作で知られるフリッチョフ・シュオン、『ヒンドゥー教と仏教』などの著作があるインド学者アーナンダ・クーマラスワミ、『イスラームの芸術』などの著者ティトゥス・ブルクハルト、ゲノンの秘書で『ムハンマド』著者マーチン・リングス、イスラーム科学史家サイード・フセイン・ナスルが挙げられる。宗教学の泰斗ミルチャ・エリアーデは著作において何度かルネ・ゲノンに言及しているが、彼の学問的アイデアの多くはゲノンからの影響を受けていたことが近年の複数の研究によって指摘されている。
他にもアントナン・アルトー、アンドレ・ブルトン、ジョルジュ・バタイユ、レーモン・クノー、アンリ・ボスコなど作家・詩人にもゲノンの熱心な読者であった者が多く、思想家シモーヌ・ヴェイユも学友ルネ・ドーマルとともにゲノンの愛読者であった。『スモール・イズ・ビューティフル』で知られる経済思想家エルンスト・フリードリッヒ・シューマッハーは著作においてゲノンの文章を多数引用している。晩年のアンドレ・ジッドは「もしゲノンが正しければ私の全作品は崩壊する。…そしてゲノンの書いたことに反対するいかなる理由も見出せない」と語っている。
ドナルド・トランプアメリカ大統領の元側近スティーブン・バノンもゲノンに傾倒している。

## 日本での受容
日本においてルネ・ゲノンの名が印刷媒体に現れたのは1968年のM.M.ダヴィ『シモーヌ・ヴェイユ入門』（田辺保訳・勁草書房）が最初であると思われる。その後、『ヘルメス叢書』（白水社）の訳者でもある仏文学者有田忠郎によって、ゲノン研究者リュック・ブノワの『秘儀伝授』（白水社・1976年）翻訳や『地球ロマン』掲載論文などで本格的な紹介がなされた。荒俣宏編『世界神秘学事典』はゲノンの項目を設けている。哲学者井筒俊彦はゲノンの著作を所有していた。イスラーム学者竹下政孝は訳書の解説においてゲノンおよびシュオンを紹介した。その後仏文学者田中義廣によって『現代世界の危機』『世界の王』が翻訳され平河出版社から出版された。仏文学者巖谷國士は前者の書評を朝日新聞に寄稿している。宗教学者中沢新一は『蜜の流れる博士』『精霊の王』でゲノンに言及している。イスラーム学者中村廣治郎、東長靖にもゲノンへの言及がある。

### 日本語文献
- ルネ・ゲノン 『世界の終末 現代世界の危機』 田中義廣訳、平河出版社、1986年
- ルネ・ゲノン 『世界の王』 田中義廣訳、平河出版社、1987年
- リュック・ブノワ 『秘儀伝授　エゾテリスムの世界』有田忠郎訳、白水社、1976年

### ルネ・ゲノンに関する研究書・参考書（仏語・英語）
- Paul Chacornac,La Vie simple de René Guénon, Éditions traditionnelles, Paris. ISBN 2-7138-0028-5.
- Xavier Accart,Guénon ou le renversement des clartés : Influence d'un métaphysicien sur la vie littéraire et intellectuelle française (1920–1970), 2005, Edidit. ISBN 978-2-912770-03-5.
- Pierre-Marie Sigaud (ed.) : Dossier H René Guénon, L'Âge d'Homme, Lausanne. ISBN 2-8251-3044-3.
- Jean-Pierre Laurant and Barbanegra, Paul (éd.) : "Cahiers de l'Herne" 49 : René Guénon, Éditions de l'Herne, Paris. ISBN 2-85197-055-0.
- Études Traditionnelles n. 293–295 : Numéro spécial consacré à René Guénon.
- Connaissance des religions no 65-66 :: René Guénon, l'éveilleur [1886-1951].
- Jean Borella,  Esotérisme guénonien et mystère chrétien, L’Age d’Homme, Lausanne, 1997.
- David Bisson,René Guénon : Une politique de l'esprit, Pierre-Guillaume de Roux Editions,2013.
- Mircea Eliade (Editor),The Encyclopedia of Religion,MacMillan,1993,ISBN 0028971353.
- Antoine Faivre (Editor), Jacob Needleman  (Editor),Modern Esoteric Spirituality (World Spirituality) (Vol 21)The Crossroad Publishing Company,1995,ISBN 978-0824514440.
- Harry Oldmeadow,Traditionalism: Religion in the Light of the Perennial Philosophy ,Sri Lanka Institute of Traditional Studies,2000,ISBN 978-9559028048.

### ルネ・ゲノンの著作（仏語原書）
（出版年は初版のもの）
- Introduction générale à l'étude des doctrines hindoues, Paris, Marcel Rivière, 1921

（『ヒンドゥー教義研究のための一般的序説』）
- Le Théosophisme, histoire d'une pseudo-religion, Paris, Nouvelle Librairie Nationale, 1921.

（『神智主義：ある疑似宗教の歴史』）
- L'Erreur spirite, Paris, Marcel Rivière, 1923 Éditions Traditionnelles. ISBN 2-7138-0059-5.

（『心霊術の誤り』）
- Orient et Occident, Paris, Payot, 1924, Guy Trédaniel/Éditions de la Maisnie, Paris. ISBN 2-85829-449-6.

（『東洋と西洋』）
- L'Homme et son devenir selon le Vêdânta, Paris, Bossard, 1925, Éditions Traditionnelles. ISBN 2-7138-0065-X.

（『ヴェーダーンタによる人間とその生成』）
- L'Ésotérisme de Dante, Paris, Ch. Bosse, 1925, Éditions Traditionnelles, 1949.

（『ダンテのエゾテリスム』）
- Le Roi du Monde, Paris, Ch. Bosse, 1927, Gallimard, Paris. ISBN 2-07-023008-2.

（『世界の王』）
- La Crise du monde moderne, Paris, Bossard, 1927, Gallimard, Paris. ISBN 2-07-023005-8.

（『現代世界の危機』）
- Autorité spirituelle et pouvoir temporel, Paris, Vrin, 1929,Guy Trédaniel/Éditions de la Maisnie, Paris. ISBN 2-85-707-142-6.

（『精神的権威と世俗権力』）
- Saint Bernard, Publiroc, 1929, re-edited: Éditions Traditionnelles.

（『聖ベルナール』）
- Le Symbolisme de la Croix, Véga, 1931, Guy Trédaniel/Éditions de la Maisnie, Paris. ISBN 2-85-707-146-9.

（『十字架の象徴学』）
- Les États multiples de l'Être, Véga, 1932, Guy Trédaniel/Éditions de la Maisnie, Paris. ISBN 2-85-707-143-4.

（『存在者の多様な状態』）
- La Métaphysique orientale, Editions traditionnelles, 1939

（『東洋の形而上学』）
- Le Règne de la Quantité et les Signes des Temps, Gallimard, 1945.

（『量の支配と時の徴』）
- Les Principes du Calcul infinitésimal, Gallimard, 1946.

（『微積分学の原理』）
- Aperçus sur l'Initiation, Éditions Traditionnelles, 1946.

（『イニシエーションに関する考察』）
- La Grande Triade, Gallimard, 1946.

（『大いなる三幅対』）
- Aperçus sur l'ésotérisme chrétien, Éditions Traditionnelles (1954)

（『キリスト教的エゾテリスムの考察』）
- Aperçus sur l'ésotérisme islamique et le taoïsme, Gallimard, Paris,(1973). ISBN 2-07-028547-2.

（『イスラームのエゾテリスムと道教の考察』）
- Comptes rendus, Éditions traditionnelles(1986). ISBN 2-7138-0061-7.

（『書評集』）
- Études sur l'Hindouisme, Éditions Traditionnelles, Paris,(1967).

（『ヒンドゥー教に関する諸研究』）
- Études sur la Franc-maçonnerie et le Compagnonnage, Tome 1,(1964) Éditions Traditionnelles, Paris. ISBN 2-7138-0066-8.
- Études sur la Franc-maçonnerie et le Compagnonnage, Tome 2, (1965)Éditions Traditionnelles, Paris. ISBN 2-7138-0067-6.

（『フリーメーソンリーと同業組合の研究』）
- Formes traditionnelles et cycles cosmiques, Gallimard, Paris (1970). ISBN 2-07-027053-X.

（『伝統的諸形態と宇宙的サイクル』）
- Initiation et Réalisation spirituelle, Éditions Traditionnelles,1952). ISBN 978-2-7138-0058-0.

（『イニシエーションと精神的実現』）
- Mélanges, Gallimard, Paris(1976). ISBN 2-07-072062-4.

（『小論集』）
- Symboles de la Science sacrée (1962), Gallimard, Paris. ISBN 2-07-029752-7.

（『聖なる学の諸象徴』）
- Articles et Comptes-Rendus, Tome 1, Éditions Traditionnelles (2002). ISBN 2-7138-0183-4.

（『雑誌記事および書評』）
- Recueil, Rose-Cross Books, Toronto (2013). ISBN 978-0-9865872-1-4.

（『拾遺集』）
- Fragments doctrinaux, doctrinal fragments from Guénon's correspondence (600 letters, 30 correspondents). Rose-Cross Books, Toronto (2013). ISBN 978-0-9865872-2-1.

（『教義的断片』ゲノンの書簡からの抜粋）